# Plastophora cultrata
Plastophora cultrata är en tvåvingeart som först beskrevs av Charles Thomas Brues 1936.  Plastophora cultrata ingår i släktet Plastophora och familjen puckelflugor.
Artens utbredningsområde är Filippinerna. Inga underarter finns listade i Catalogue of Life.